# Otto Lehmann
Otto Lehmann (Constança, 13 de janeiro de 1855 — Karlsruhe, 17 de junho de 1922) foi um físico alemão.
É conhecido como o "pai" da tecnologia do cristal líquido.

## Obras
- Selbstanfertigung physikalischer Apparate. Leipzig 1885.
- Molekularphysik (i.e. Molecular physics). 2 Bde, Leipzig 1888/89.
- Die Kristallanalyse (i.e. The Analysis of Crystals). Leipzig 1891.
- Elektricität und Licht (i.e. Electricity and Light). Braunschweig 1895.
- Flüssige Krystalle (i.e. Liquid Crystals). Leipzig 1904.
- Die scheinbar lebenden Krystalle. Eßlingen 1907.
- Die wichtigsten Begriffe und Gesetze der Physik. Berlin 1907.
- Flüssige Kristalle und ihr scheinbares Leben. Forschungsergebnisse dargestellt in einem Kinofilm. Voss, Leipzig 1921.